# Lisleby
Lisleby est une agglomération de la municipalité de Fredrikstad, dans le comté d'Østfold, en Norvège.

## Description

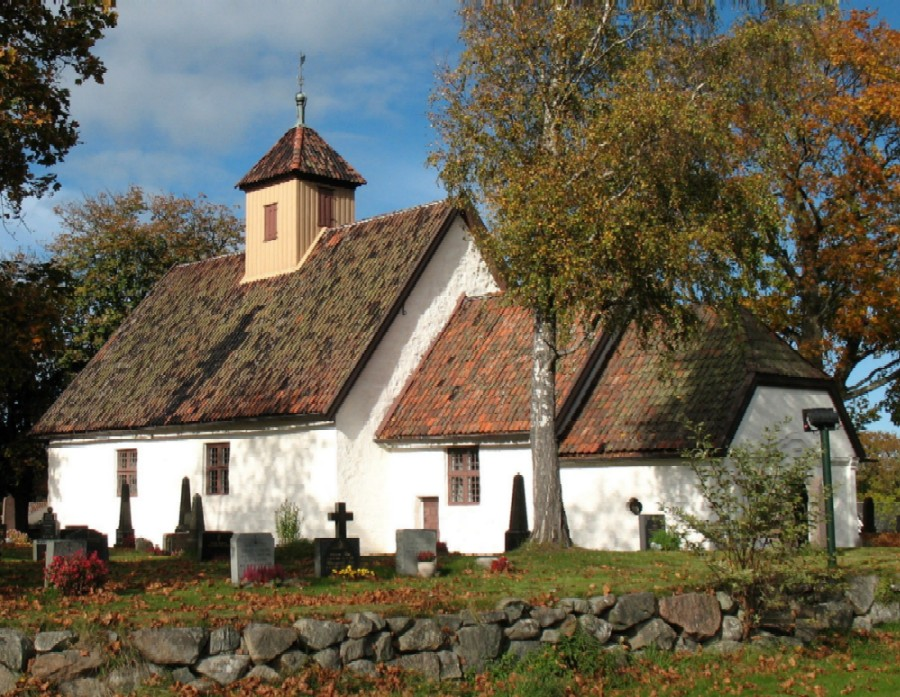
Église Gamle Glemmen

Lisleby, la plus grande des parties de la ville du centre de Fredrikstad, est située sur l'île de Rolvsøy. Gamle Glemmen kirke, fondée en 1182, est l'église locale et le monument le plus ancien de Friedrikstad.
Avant 1963, Lisleby faisait partie de la communauté de Glemmen. Lisleby était un centre de l'industrie de Fredrikstad. Lisleby a été le premier endroit en Norvège où la lumière électrique a été mise en service. L'événement historique eut lieu à Lisleby Brug en 1877.